# Clyde Tomb von Edinchip

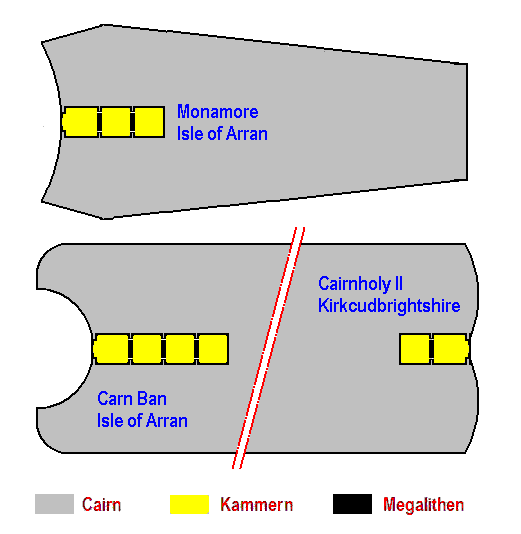
Prinzipskizze von Clyde Tombs

Das Clyde Tomb von Edinchip, etwa 2,0 km südwestlich von Lochearnhead, (schottisch-gälisch Ceann Loch Èireann) bei Strathyre, ist das östlichste Clyde Tomb in Perthshire in Schottland. Es liegt in den Wäldern westlich des Loch Earn, auf einer Terrasse an einem Hang, etwa 30 m westlich der stillgelegten Eisenbahnlinie Callander-Oban und der alten Militärstraße von Stirling nach Fort William.
Der ausgebreitete Nordost-Südwest orientierte Cairn hat eine Gesamtlänge von 56,0 m, wobei die Enden etwa 2,0 m hoch und 16,0 m breit sind. Etwa in der Mitte hat Zerstörung seine Höhe auf etwa 1,0 m und seine Breite auf 13,0 m verringert. Spätere Gehege und die Mauern eines Gehöfts sind in den Cairn gebaut worden und haben ihn verstümmelt. Am Südwestende liegt ein Felsblock von 2,1 × 1,2 m, der ein Randstein gewesen sein könnte. Auf der Südseite liegt ein weiterer großer Felsblock in der Nähe des Nordostendes. An diesem Ende befinden sich zwei Kammern, wobei die etwa 2,0 m lange Ostkammer durch eine dünne gebrochene Platte von der Westkammer getrennt ist. Der Zugang zur Ostkammer liegt zwischen zwei Steinen im Abstand von 0,75 m. Die Westkammer misst 1,5 Quadratmeter und liegt leicht schräg zur östlichen. Sie besteht aus massiven Seitenplatten, die 0,6 m über dem Kammerboden enden und von einem Deckstein bedeckt sind, der im Winkel von 45 Grad geneigt ist. Die Ostkammer ist der Mittelpunkt einer anscheinend V-förmigen Exedra. Auf ihrer Südhälfte sind vier abgebrochene aufrechte Steinplatten zu erkennen. Eine weitere, lose Platte zeigt möglicherweise die Position der Nordseite an.
Etwa 5,0 m südwestlich der Hauptkammer befinden sich die Seitenplatten einer anderen Kammer. Drei überlappende Platten (von denen eine anscheinend ein Felsvorsprung ist) liegen auf der Nordseite und eine große zerbrochene Platte, wahrscheinlich die Endplatte, liegt auf der Ostseite. Andere versetzte Platten könnten Teile eines Decksteins sein. Etwa 7,0 m südwestlich davon stehen zwei dünnere Platten, fast im rechten Winkel zueinander, vermutlich die Reste einer weiteren Seitenkammer. Darüber hinaus ist das Gebiet durch spätere Tätigkeiten gestört.